# Ouzo

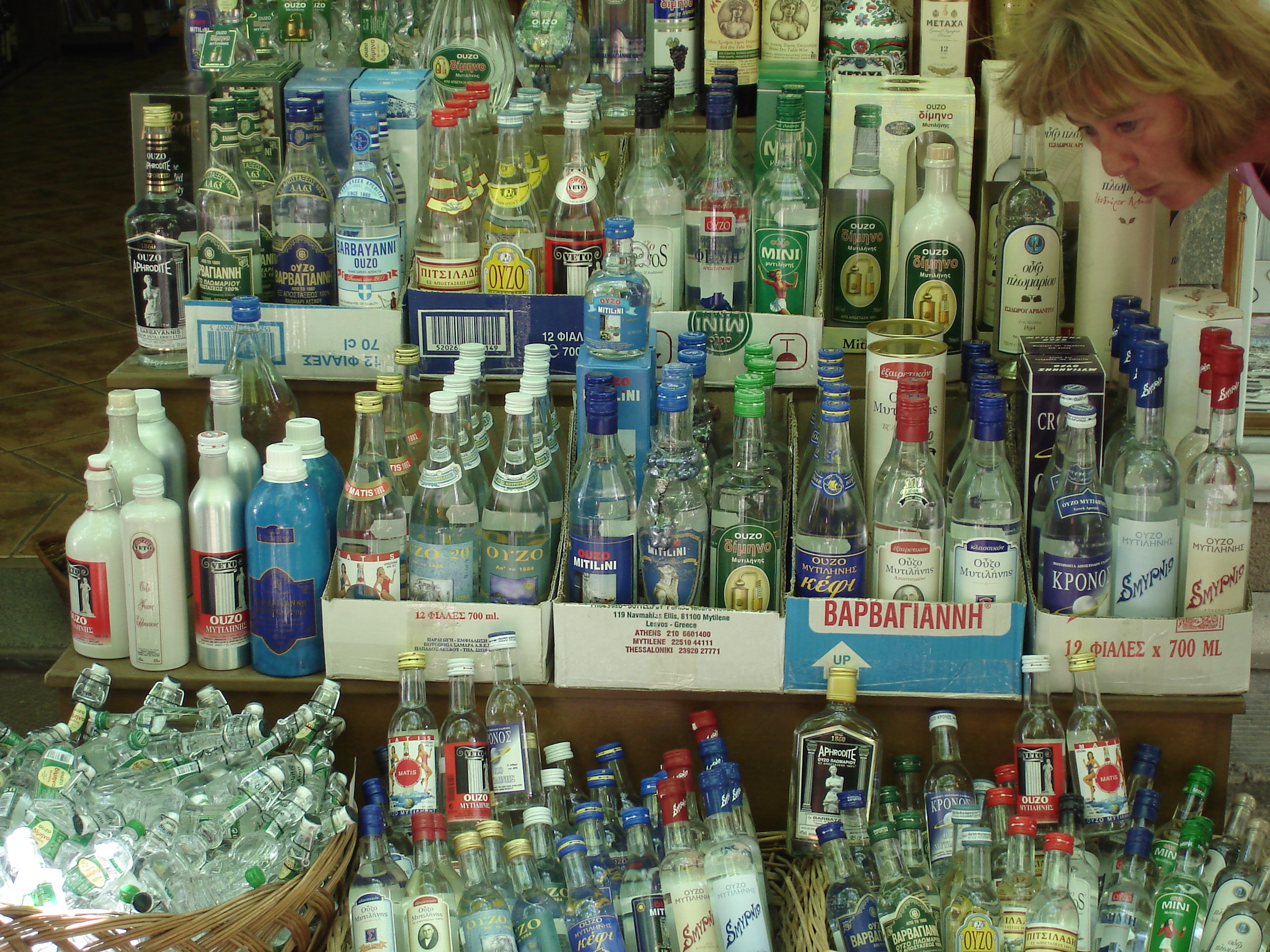
Verschillende ouzosoorten

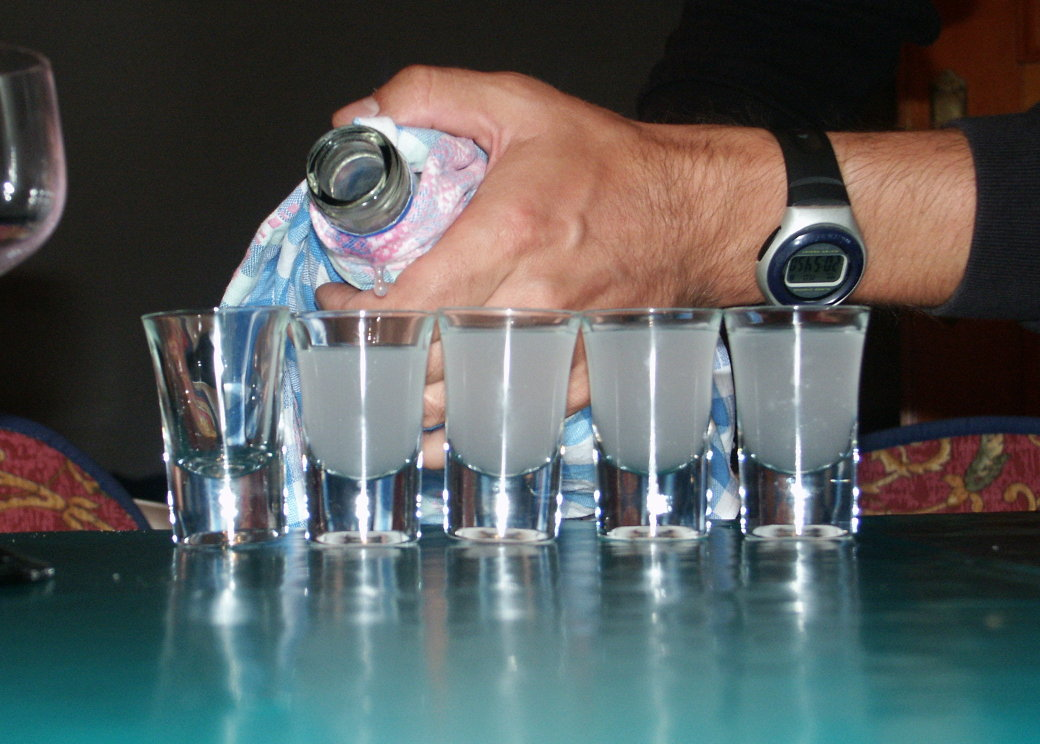
Ouzo met water in glazen

Ouzo (Grieks: ούζο) is wellicht de bekendste Griekse alcoholische drank en heeft een alcoholpercentage van tussen de 37,5 en 52 procent. Sinds 25 oktober 2006 heeft ouzo binnen de Europese Unie de status van beschermde oorsprongsbenaming, wat bescherming biedt tegen namaak.

## Naam
Een waarschijnlijke verklaring van de herkomst geeft Gerard Clauson in zijn boek An Etymological Dictionary of Pre-Thirteenth Century Turkish (Oxford, 1972). Op bladzijde 288 zegt hij dat het woord "ouzo" is afgeleid van het woord "üzüm", wat druiven betekent in het Turks.

## Bereiding
De betere ouzo wordt in koperen ketels gedistilleerd en aan het distillaat worden kruiden toegevoegd zoals anijs (Pimpinella anisum), steranijs, venkel, kardemom, maïs, angelica (engelwortel), lindebloesem en koriander. De precieze samenstelling en de verhoudingen  van de ingrediënten wordt door de fabrikant geheimgehouden. De smaak die het meest naar voren komt is die van anijs.
Vergelijkbare anijsdranken zijn raki (Turkije), sambuca (Italië), pastis (Frankrijk), hierbas (Balearen) en absint (Frankrijk) en tsipouro met anijs (Griekenland).

## Gebruik
Als men ouzo in de koelkast of vriezer bewaart kunnen er kristalachtige schilfertjes in komen.
Ouzo kan zowel puur als met water aangelengd worden gedronken. Ook kan de ouzo met een ijsblokje erin worden gedronken. Puur is de drank helder, met water aangelengd wordt ouzo iets melkachtig. Dit wordt veroorzaakt door de etherische oliën (terpenen) uit de anijs die moeilijk in water oplosbaar zijn en een emulsie veroorzaken. Hoe meer anijs er tijdens het distilleren wordt toegevoegd, des te troebeler zal de ouzo worden bij aanlenging met water.
De Griekse ouzeries (het achtervoegsel "-erie" is ontleend aan het Frans) zijn in veel steden en dorpen te vinden. In deze gelegenheden wordt de ouzo geserveerd met een schaaltje hapjes, de mezedes. Meestal gaat het om kleine stukjes inktvis, gezouten sardines, gebakken courgette, komkommer of tomaat.